# Međunarodni triennale grafičke umjetnosti Bitola – MGT Bitola
Međunarodni triennale grafičke umjetnosti Bitola – MGT Bitola (mak. Меѓународно графичко триенале Битола) međunarodni je događaj posvećen suvremenoj grafičkoj umjetnosti koji se održava svake treće godine. Međunarodni grafički bijenale Bitola – MGT Bitola je nevladina i neprofitna organizacija.

## Povijest
Međunarodni triennale grafičke umjetnosti Bitola – MGT Bitola osnovano je 1991. godine u gradu Bitoli, Sjeverna Makedonija.
Do 2018. godine održano je 9 međunarodnih izložbi,nakon objavljene opsežnih kataloga.
Od 1994. godine do danas, njegov umjetnički voditelj je Vlado Đoreski.
| Godina                                           | Broj sudionika | Broj zemalja sudionica | Katalog |
| 1994. – 1. Međunarodni grafički trijenale Bitola | 407            | 54                     | broj stranica: 416; format: 210 Х 230 mm; tisak - crno-bijeli; predgovor Boris Petkovski, umjetničko rješenje kataloga i postera Konstantin Tančev - Dinka |
| 1997. – 2. Međunarodni grafički trijenale Bitola | 628            | 73                     | broj stranica: 195; format: 210 Х 290 mm; tisak u boji; predgovor Liljana Hristova, umjetničko rješenje kataloga i postera Konstantin Tančev - Dinka       |
| 2000. – 3. Međunarodni grafički trijenale Bitola | 426            | 62                     | broj stranica: 240; format: 220 Х 200 mm; tisak u boji; predgovor Vlado Đoreski, umjetničko rješenje kataloga i postera Vlado Đoreski, Hristo Bojadziev.   |
| 2003. – 4. Međunarodni grafički trijenale Bitola | 546            | 70                     | broj stranica: 252; format: 220 Х 200 mm; tisak u boji; predgovor Vlado Đoreski, umjetničko rješenje kataloga i postera Vlado Đoreski, Hristo Bojadziev.   |
| 2006. – 5. Međunarodni grafički trijenale Bitola | 572            | 62                     | broj stranica: 228; format: 220 Х 200 mm; tisak u boji; predgovor Vlado Đoreski, umjetničko rješenje kataloga i postera Vlado Đoreski, Hristo Bojadziev.   |
| 2009. – 6. Međunarodni grafički trijenale Bitola | 750            | 49                     | broj stranica: 358; format: 220 Х 200 mm; tisak u boji; predgovor Vlado Đoreski, umjetničko rješenje kataloga i postera Vlado Đoreski.                     |
| 2012. – 7. Međunarodni grafički trijenale Bitola | 750            | 64                     | broj stranica: 349; format: 220 Х 200 mm; tisak u boji; predgovor Vlado Đoreski, umjetničko rješenje kataloga i postera Todor Đoreski.                     |
| 2015. – 8. Međunarodni grafički trijenale Bitola | 910            | 92                     | broj stranica: 472; format: 220 Х 200 mm; tisak u boji; predgovor Vlado Đoreski, umjetničko rješenje kataloga i postera Todor Đoreski.                     |
| 2018. – 9. Međunarodni grafički trijenale Bitola | 1200           | 156                    | broj stranica: 1001; format: 220 Х 200 mm; tisak u boji; predgovor Vlado Đoreski, umjetničko rješenje kataloga i postera Todor Đoreski.                    |

## Popratni događaji i nagrade
1994. – 1. Međunarodni grafički trijenale Bitola||Samostalna izložba Bernard Buffet, Francuska.
1997. – 2. Međunarodni grafički trijenale Bitola||Grand Prix i samostalna izložba Borčić Bogdan, Slovenija.
2000. – 3. Međunarodni grafički trijenale Bitola||Grand Prix Mira Boczniowicz, Poljska
2003. – 4. Međunarodni grafički trijenale Bitola||Grand Prix Ciampini Paolo, Italija
2003. – 4. Međunarodni grafički trijenale Bitola||Samostalna izložba Masahiro Fukuda, Japan
2006. – 5. Međunarodni grafički trijenale Bitola||Samostalna izložba Maurice Pasternak, Belgija
2006. – 5. Međunarodni grafički trijenale Bitola||Samostalna izložba Leonardo Gotleyb, Argentina
2006. – 5. Međunarodni grafički trijenale Bitola|| Jednaka nagrada Diaz Rinaldi Alicia, Argentina
2009. – 6. Međunarodni grafički trijenale Bitola||Grand Prix TOMOYA UCHIDA, Japan
2012. – 7. Međunarodni grafički trijenale Bitola||Grand Prix Agata Gertchen, Poljska
2012. – 7. Međunarodni grafički trijenale Bitola||Samostalna izložba André Bongibault, Francuska
2012. – 7. Međunarodni grafički trijenale Bitola||Samostalna izložba Herman Hebler, Norveška
2015. – 8. Međunarodni grafički trijenale Bitola||Grand Prix Tomiyuki Sakuta, Japan
2015. – 8. Međunarodni grafički trijenale Bitola||Samostalna izložba Venceslav Antonov, Bugarska
2015. – 8. Međunarodni grafički trijenale Bitola||Samostalna izložba ALBIN BRUNOVSKY, Slovačka
2018. – 9. Međunarodni grafički trijenale Bitola||Grand Prix DOUG BOSLEY, Sjedinjene Američke Države
2018. – 9. Međunarodni grafički trijenale Bitola||Samostalna izložba Valeria Bertesina, Italija

## Svrha i aktivnosti
Promicanje svjetske kulture predstavljanjem umjetnika iz cijelog svijeta i njihovih grafičkih umjetničkih djela.Neprofitabilan događaj, u obrazovne svrhe i umjetničko estetsko praćenje svjetske umjetnosti.
Međunarodni triennale grafičke umjetnosti Bitola – MGT Bitola jedan je od najvažnijih kulturnih događaja na Balkanu i Europi.

## Vanjske poveznice
- Triennial of Graphic ArtBtiola, Republic of Macedonia  Arhivirana inačica izvorne stranice od 10. lipnja 2020. (Wayback Machine)
- Kunst Aspecte  Arhivirana inačica izvorne stranice od 17. lipnja 2020. (Wayback Machine)
- International Triennial of Graphic Art, Bitola
- Kunst Aspecte  Arhivirana inačica izvorne stranice od 17. lipnja 2020. (Wayback Machine)
- Dans le monde  Arhivirana inačica izvorne stranice od 30. ožujka 2019. (Wayback Machine)